# Guy Chasseuil
Guy Chasseuil (ur. 26 stycznia 1942 roku) – francuski kierowca wyścigowy.

## Kariera
Chasseuil rozpoczął karierę w międzynarodowych wyścigach samochodowych w 1969 roku od startów w dywizji 3 European Touring Car Championship, gdzie odniósł jedno zwycięstwo. Z dorobkiem dziewięciu punktów uplasował się na dziewiątej pozycji w klasyfikacji generalnej. W późniejszych latach Francuz pojawiał się także w stawce 24-godzinnego wyścigu Le Mans, French Touring Car Championship oraz World Championship for Drivers and Makes.